# Ports Authority Football Club
Maillots
Le Ports Authority Football Club est un club de football sierra-léonais basé à Freetown. Sa meilleure performance au niveau continental est un quart de finale de Coupe de la CAF 1996.

## Palmarès
- Championnat de Sierra Leone (3)
  - Champion : 1973, 2008, 2011

- Coupe de Sierra Leone (2)
  - Vainqueur : 1990, 1991